# 市镇 (罗马尼亚和摩尔多瓦)
市镇（羅馬尼亞語：Municipiu）是罗马尼亚和摩尔多瓦的一种行政区划单位。
在罗马尼亚，一个城市或城镇能否取得市镇地位取决于其人口数量及城镇化程度。现时罗马尼亚共有103个市镇。市镇地位没有明确的基准，虽然一般要求该聚居地有足够多的人口（通常多于15,000人），以及有广泛的城市基础设施。达不到这些宽松标准的聚居地仅被称为城镇（oraș）或乡（comune）。市镇由市长及本地议会来管理。市镇之下没有正式的下级行政区划，尽管非正式地市镇可以分为市区（cartiere）。有一个例外是布加勒斯特，除了市镇地位之外其具有类似县的地位。在官方上布加勒斯特划分为6个行政分区（sectoare）。
在摩尔多瓦共有13个市镇。2002年的法律规定如果一个城市在国家经济、社会、文化、科学、政治及行政事务上具有重要角色的话，就有可能获得市镇地位。但在这13个市镇中，只有3个市镇是一级行政区划单位（其中一个不受摩尔多瓦政府控制），其余则为区之下的二级行政区划单位。